# 유도라 웰티
유도라 앨리스 웰티(Eudora Alice Welty:1909년 4월 13일 – 2001년 7월 23일)는 남부 미국에 관한 소설을 쓴 미국 작가이었다. 그녀는 자신이 쓴 책인 낙천주의자의 딸로 퓰리처 상을 1973년도에 수상하였다. 웰티는 대통령 자유의 메달을 수상했다. 그녀는 살아있을 때 미국 국립 도서관에서 작품을 발간한 첫 번째 작가이었다. 그녀의 집은 미시시피주 잭슨에 있으며, 국립 역사 유적지로서 일반 대중에게 박물관으로 개방되고 있다.